# 彭茨林湖

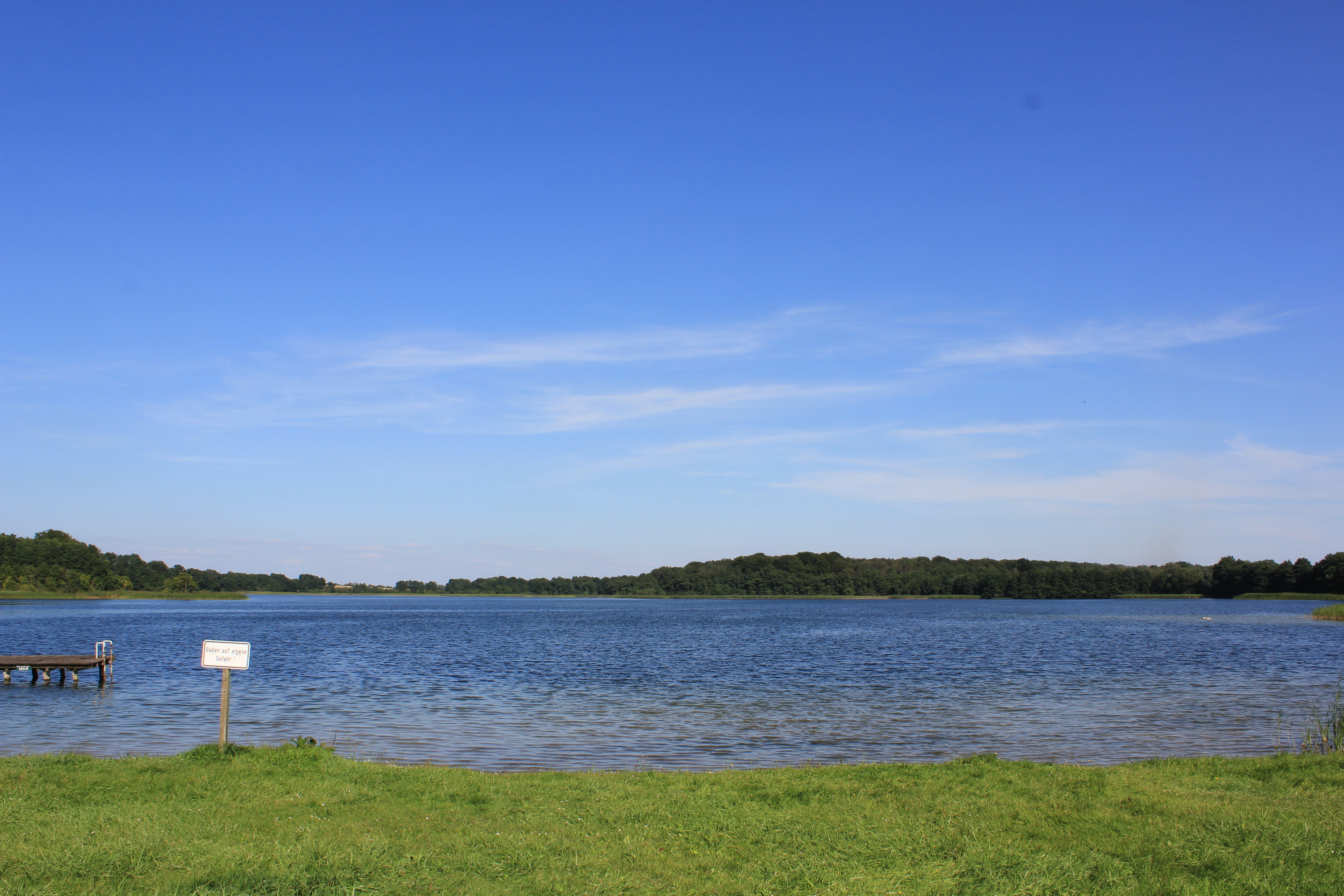

53°31′20″N 12°10′28″E / 53.52222°N 12.17444°E
彭茨林湖（德語：Penzliner See），是德國的湖泊，位於該國東北部梅克倫堡－前波美拉尼亞州，由路德維希斯盧斯特-帕爾希姆縣管轄，處於呂布茨以北，長1.1公里、寬0.5公里，面積0.47平方公里，海拔57.6米。